# Есмі Морґан
Есмі Бет Морґан (англ. Esme Beth Morgan, нар. 18 жовтня 2000, Шеффілд) — англійська футболістка, захисниця англійського клубу «Манчестер Сіті» і збірної Англії.

## Клубна кар'єра
Вихованиця молодіжної команди «Манчестер Сіті», Морґан провела всю свою кар'єру в «Манчестер Сіті», не враховуючи оренду в «Евертоні» на сезон 2019–2020. 24 вересня 2017 року вона дебютувала за головну команду в лізі.
У вересні 2021 року Морґан отримала перелом гомілки в матчі проти «Тоттенгема». Відтоді вона повернулася до стартового складу та дебютувала за збірну Англії.
6 листопада 2022 року Морґан вперше виводила свою команду, як капітан свого клубу в переможній грі над «Редінгом» (3:0).